# Volker Höhfeld
Volker Höhfeld (* 12. Dezember 1940 in Wuppertal) ist ein deutscher Geograph.

## Leben
Nach seinem Studium der Geographie, Geologie und Kartografie an der Universität zu Köln wurde Höhfeld wissenschaftlicher Angestellter am dortigen Geographischen Institut und am Institut für Geographie an der Universität Erlangen. Dort wurde er 1976 mit einer Arbeit über die Entwicklung anatolischer Kleinstädte promoviert.
Ab 1979 war Höhfeld Lehrbeauftragter am Geographischen Institut der Universität Tübingen mit dem Schwerpunkt Vorderer Orient sowie wissenschaftlicher Mitarbeiter am SFB 19 (Sonderforschungsbereich 19 der DFG) Tübinger Atlas des Vorderen Orients (TAVO) und von 1991 bis zum Ende der Förderzeit 1993 dessen Koordinator. Ab 1987/88 war er Vertreter der Geographie im Troia-Projekt von Manfred Korfmann, ab 1989 im Lykien-Projekt unter der Leitung von Frank Kolb und ab 1990 im Projekt Felsmalereien im Latmos-Gebirge des DAI Berlin unter Leitung von Anneliese Peschlow-Bindokat.
Zum Orient entstanden über 50 Publikationen. Nach 1994 unterrichtete Höhfeld auch mehrere Jahre als Lehrbeauftragter für Geographie an der Pädagogischen Hochschule Ludwigsburg und 1995 als Gastdozent am Geographischen Institut der Universität Innsbruck. Seit seinem Ruhestand ist er weiterhin Lehrbeauftragter am Geographischen Institut der Universität Tübingen und Exkursionsleiter bei GeoPuls-Studienreisen.

## Publikationen (Auswahl)
- Anatolische Kleinstädte. Anlage, Verlegung und Wachstumsrichtung seit dem 19. Jahrhundert (= Erlanger Geographische Arbeiten. Sonderband 6). Erlangen 1977.
- mit Hans Becker und Horst Kopp: Kaffee aus Arabien. Der Bedeutungswandel eines Weltwirtschaftsgutes und seine siedlungsgeographische Konsequenz an der Trockengrenze der Ökumene (= Erdkundliches Wissen. Schriftenfolge für Forschung und Praxis. Heft 46). Wiesbaden 1979.
- Städte und Städtewachstum im Vorderen Orient. Vergleichende Fallstudien zur regionalen Differenzierung jüngerer städtischer Entwicklungsprozesse im orientalisch-islamischen Kulturkreis (= Beihefte zum Tübinger Atlas des Vorderen Orients. Reihe B, Nr. 61). Reichert, Wiesbaden 1985.
- Die Industrieachsen von Adana. Formung, Wandel und Gefüge rohstofforientierter Industrie im Wirtschaftsgunstraum der Çukurova (Südtürkei) (= Beihefte zum Tübinger Atlas des Vorderen Orients. Reihe B, Nr. 79). Reichert, Wiesbaden 1987.
- Türkei. Schwellenland der Gegensätze. Perthes Länderprofile. Geographische Strukturen, Entwicklungen, Probleme. Gotha 1995.
- mit Wolf-Dieter Hütteroth: Türkei. Wissenschaftliche Länderkunden. WBG, Darmstadt 2002.
- Überlegungen zur potentiellen Tragfähigkeit des Agrarraumes im zentralen Yavu-Bergland (Lykien, Türkei). In: F. Kolb (Hrsg.): Die Chora von Kyaneai. (= Lykische Studien. Band 7; Tübinger Althistorische Studien. Bd. 2). 2006, ISBN 3-7749-3307-3, S. 187–202 (mit einer Faltkarte als Beilage).
- mit Rüstem Aslan und Stefan W. E. Blum: Troia, Stadt und Landschaft . Historisch-landeskundliche Gebiets- und Exkursionskarte 1 : 50 000 „Troia, Stadt und Landschaft“. mit Erläuterungsheft. Projekt- und Arbeitsbericht. – Studia Troica 16, 2006, ISBN 3-8053-3663-2, S. 172–177.
- als Autor und Herausgeber: Stadt und Landschaft Homers. Ein historisch-geografischer Führer für Troia und Umgebung. (einschl. einer historisch-geographischen Karte 1 : 100 000) mit Beiträgen von R. Aslan, G. Bieg, S. W. E. Blum, S. Bocher und V. Höhfeld. (Universität Tübingen, Troia-Projekt), Mainz 2009.
- als Mitautor und Herausgeber mit Horst Förster: Exkursion zur regionalen Geographie der Kaukasus-Länder. Raumpotentiale und Raumentwicklung zwischen Ararat und Schwarzmeerküste 27.09.-13.10.2010. (= Kleinere Arbeiten aus dem Geographischen Institut der Universität Tübingen. 34). Tübingen 2011, ISBN 978-3-88121-085-0.
- Jüngere Entwicklungstrends im türkischen Fremdenverkehr. Versuch einer kritischen Analyse. (= Kleinere Arbeiten aus dem Geographischen Institut der Universität Tübingen. Band 35). Tübingen 2011, ISBN 978-3-88121-086-7.
- als Mitautor und Herausgeber mit Gerhard Halder: Exkursion zur Regionalen Geographie Ostanatoliens. Wirtschafts., kultur- und physisch-geographische Aspekte zum Großraum zwischen Vansee, Schwarzmeerküste und Çukurova 19.09.-04.10.2011. (= Kleinere Arbeiten aus dem Geographischen Institut der Universität Tübingen. Band 37). Tübingen 2012, ISBN 978-3-88121-088-1.
- Change of the Cultural Landscape in the Latmos from the Ottoman Period to Present. In: A. Peschlow-Bindokat (Hrsg.): Herakleia on the Latmos. A Carian Mountain Landscape. City and Environment. Istanbul 2014, S. 210–241.
- Die Troas in osmanisch-türkischer Zeit. In: E. Pernicka, Ch. B. Rose, P. Jablonka (Hrsg.): Troia 1987–2012: Grabungen und Forschungen I. Forschungsgeschichte, Methoden und Landschaft. Teil 2. (= Studia Troica Monographien. 5). Bonn 2014, S. 924–987.
- als Herausgeber und Mitautor: Exkursion zur regionalen Geographie Süd-Marokkos - Wirtschafts-, kultur- und physisch-geographische Aspekte zum Großraum zwischen Marrakech, Atlantikküste, Antiatlas und Randoasen der Sahara 27.03. – 10.04.2015. - Global Studies Working Papers of the Tübingen Institute of Geography 32, Tübingen 2015.
- als Autor und Herausgeber: Herakleia – Stadt und Landschaft des Latmos. Ein historisch-geografischer Leitfaden durch das Latmos-Gebirge und seine Umgebung. (= Global Sudies Working Papers. Band 37). Geographisches Institut, Tübingen 2017.
- Kulturlandschaftswandel im Latmos (Beşparmak, Südwest-Türkei). Ein Beitrag zur genetischen Siedlungsforschung in einem Bergland Westanatoliens. In: Hans Lohmann (Hrsg.): Feldforschungen im Latmos. Forschungen im Umland von Herakleia am Latmos (= Asia Minor Studien. Band 93). Habelt, Bonn 2019, S. 1–125.
- Latmos – Beşparmak. Topographische Karte des Beşparmak-Berglandes. Beşparmak dağlık arazisinin haritası 1 : 50 000. In: H. Lohmann (Hrsg..): Feldforschungen im Latmos. Forschungen im Umland von Herakleia am Latmos. (= Asia Minor Studien. Band 93). Bonn 2019, Beilage 1.
- Gesamt-Publikationsliste bis 2011 siehe https://webcitation.org/6pHPvGRgc?url=http://www.geo.uni-tuebingen.de/index.php?id=2688